# Dexter v temnotách
Dexter v temnotách je kniha z roku 2007, kterou napsal Jeff Lindsay. Jedná se o třetí knihu se série o Dexterovi. Předchází ji knihy Drasticky děsivý Dexter, jež posloužila jako předloha pro televizní seriál Dexter, a Drasticky dojemný Dexter z roku 2005.

## Děj knihy
Kniha začíná únosem Astor a Codyho, jež má na svědomí Molochův kult, což Dextera přinutí k přímé akci. Kultu se však podaří zajmout Dextera díky použití nadpřirozeného druhu hudby. Přestože je Dexter uvězněn v malé betonové komoře, podaří se mu uprchnout a při tom narazí na starého muže, jež je současným ztělesněním Molocha. Přestože Dexter neustále projevuje svou úctu a pokoru vůči Molochovi, zároveň se tomuto duchovi vysmívá, za což je přinucen obětovat sebe i děti v hořícím ohni. Dexter se probudí z transu až v okamžiku, kdy jeho kalhoty začnou hořet, a následná bolest ho přivede do reality. Závěrečný souboj proběhne mezi ozbrojeným Dexterem a Molochem, který má v držení Astor a vyhrožuje jejím zabitím. V této patové situaci Dexter váhá, dokud Moloch nesáhne po svém ceremoniálním noži a zjistí, že je pryč. Poté se zachvěje a spadne na zem s bodnou ránou v zádech. Za ním stojí Cody, drží v ruce Molochův nůž a povídá Dexterovi: „Říkal jsem ti, že jsem připraven“. Dexter si posteskne, že Codyho cesta životem teď bude mnohem těžší po tom, co zabil v tak mladém věku. Týdny ubíhají a Dexter se ponoří do samoty a musí přijmout život bez Temného pasažéra. Na své svatbě Dexter propadne pocitu zoufalství, protože přemýšlí o tom, jak bolestivý a banální jeho život bude. Těsně poté se však k němu Temný pasažér vrátí, přilákán jeho nesmírným pocitem utrpení, a dočká se naplnění v závěrečné části knihy.
Jedná se o první knihu od Jeffa Lindsaye ze série o Dexterovi, jež není vyprávěna výhradně v první osobě. Kromě vyprávění z úst samotného Dextera se zde objevuje pohled dvou dalších postav. První je osoba zvaná Pátrač, jež je členem kultu, který sleduje a pozoruje Dextera. Druhou je mytická, Bohu podobná postava, zvaná „TO“, jež existuje již od počátku časů a oplývá mnoha podobnostmi s Temným pasažérem (později odhalena jako Moloch). Přináší mu obrovské potěšení, když může vstoupit do jiných stvoření jako „pasažér“ a přinutit je k zabíjení ostatních stvoření. Snaží se vytvořit další vražedné stvoření podobné jemu samotnému, ale záhy se obrací proti mnoha z nich a přinutí je utéct. Pustí se do války se svými potomky a tuto válku vyhraje. Některé jeho zbývající děti nadále zůstávají v úkrytu a bojí se jeho moci.